# Бърницка култура
Бърницката култура с пълно име културна група Долна Бърница-Горна Стражава е археологическа култура от късната бронзова епоха, съществувала около XIV - XIII век преди Христа. Носи името на съвременните селища в Южна Сърбия Долна Бърница и Горна Стражава. До 1999 година културата е изследвана предимно на база на изследвания на некрополи, без да има данни за поселения. Разбирането за културата се променя след археологическото проучване на хълма Хисар край Лесковац, където са разкопани четири слоя на развитието на културата.
Културата се състои от няколко групи:
- Косово, в това число Рашка и Пещер
- Южна и Западна Морава
- Лесковац - Ниш
- Южна Морава - Пчиня - Горен Вардар

## Находки
Керамика от бърницки тип е открита в Благоевград, Пловдив и в редица градове в Пелагония, Долен Вардар, на остров Тасос и в Тесалия. Находките датират от XIII – XII век пр. Хр. и показват влиянието на културата в този период.